# La Demie
La Demie est une commune française située dans le département de la Haute-Saône, la région culturelle et historique de Franche-Comté et la région administrative Bourgogne-Franche-Comté.
Ses habitants sont appelés les Delinois.

## Géographie
| Échenoz-la-Méline | Navenne  | Quincey             |
|                   | La Demie |                     |
| Vallerois-Lorioz  |          | Neurey-lès-la-Demie |

### Climat
Pour des articles plus généraux, voir Climat de la Bourgogne-Franche-Comté et Climat de la Haute-Saône.
En 2010, le climat de la commune est de type climat de montagne, selon une étude du Centre national de la recherche scientifique s'appuyant sur une série de données couvrant la période 1971-2000. En 2020, Météo-France publie une typologie des climats de la France métropolitaine dans laquelle la commune est exposée à un climat semi-continental et est dans la région climatique  Lorraine, plateau de Langres, Morvan, caractérisée par un hiver rude (1,5 °C), des vents modérés et des brouillards fréquents en automne et hiver. 
Pour la période 1971-2000, la température annuelle moyenne est de 10,1 °C, avec une amplitude thermique annuelle de 17,1 °C. Le cumul annuel moyen de précipitations est de 1 199 mm, avec 13,6 jours de précipitations en janvier et 10 jours en juillet. Pour la période 1991-2020, la température moyenne annuelle observée sur la station météorologique de Météo-France la plus proche, « Frotey_sapc », sur la commune de Frotey-lès-Vesoul à 4 km à vol d'oiseau, est de 11,2 °C et le cumul annuel moyen de précipitations est de 914,2 mm. 
La température maximale relevée sur cette station est de 38,5 °C, atteinte le 25 juillet 2019 ; la température minimale est de −14,9 °C, atteinte le 20 décembre 2009,,. 
Les paramètres climatiques de la commune ont été estimés pour le milieu du siècle (2041-2070) selon différents scénarios d'émission de gaz à effet de serre à partir des nouvelles projections climatiques de référence DRIAS-2020. Ils sont consultables sur un site dédié publié par Météo-France en novembre 2022.

## Urbanisme

### Typologie
Au 1er janvier 2024, La Demie est catégorisée commune rurale à habitat dispersé, selon la nouvelle grille communale de densité à sept niveaux définie par l'Insee en 2022.
Elle est située hors unité urbaine. Par ailleurs la commune fait partie de l'aire d'attraction de Vesoul, dont elle est une commune de la couronne,. Cette aire, qui regroupe 158 communes, est catégorisée dans les aires de 50 000 à moins de 200 000 habitants,.

### Occupation des sols
L'occupation des sols de la commune, telle qu'elle ressort de la base de données européenne d’occupation biophysique des sols Corine Land Cover (CLC), est marquée par l'importance des territoires agricoles (53,6 % en 2018), en augmentation par rapport à 1990 (51,2 %). La répartition détaillée en 2018 est la suivante : 
zones agricoles hétérogènes (50,6 %), forêts (31,6 %), milieux à végétation arbustive et/ou herbacée (14,8 %), terres arables (3 %). L'évolution de l’occupation des sols de la commune et de ses infrastructures peut être observée sur les différentes représentations cartographiques du territoire : la carte de Cassini (XVIIIe siècle), la carte d'état-major (1820-1866) et les cartes ou photos aériennes de l'IGN pour la période actuelle (1950 à aujourd'hui).

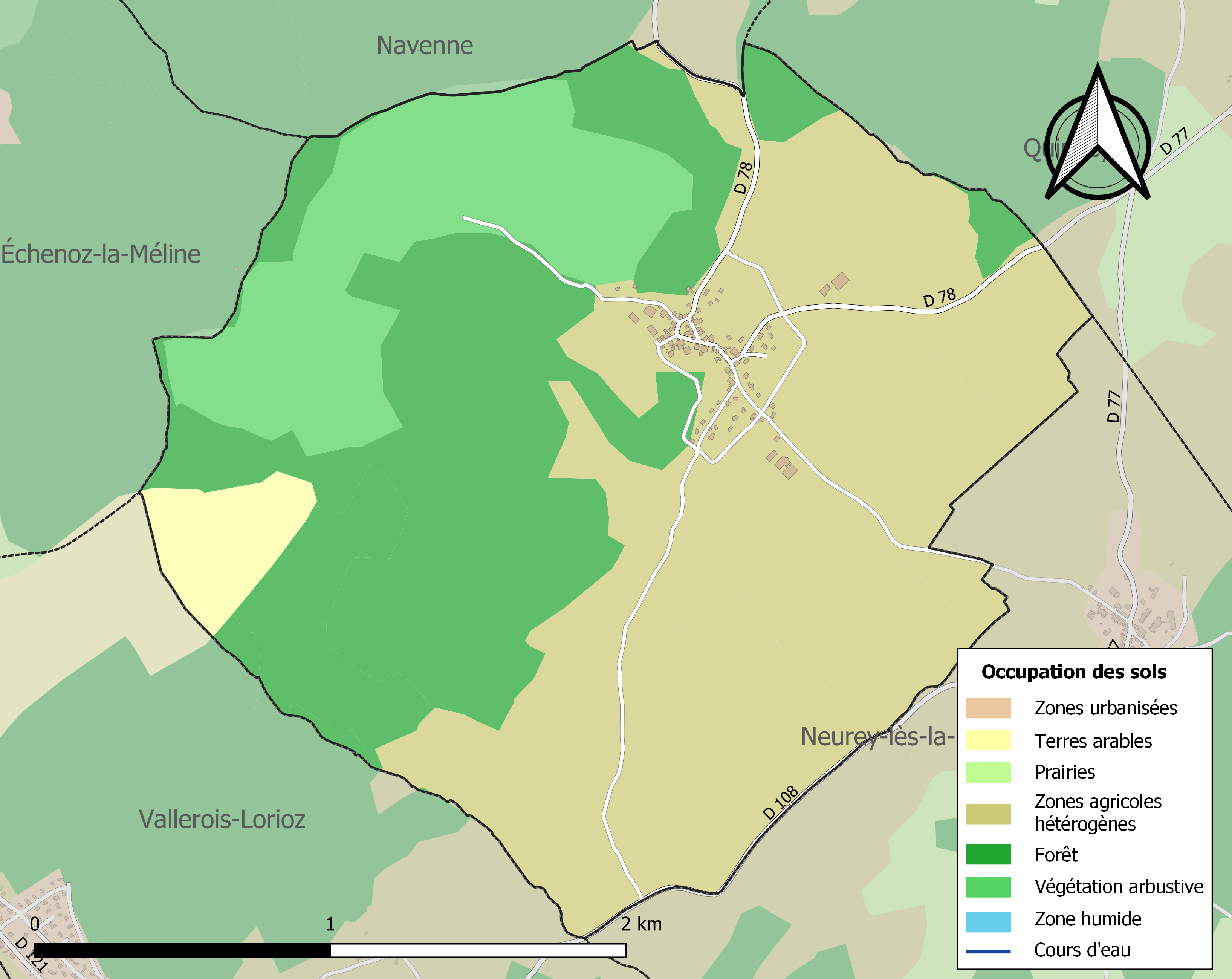
Carte des infrastructures et de l'occupation des sols de la commune en 2018 (CLC).

## Politique et administration

### Rattachements administratifs et électoraux
La commune fait partie de l'arrondissement de Vesoul du département de la Haute-Saône,  en région Bourgogne-Franche-Comté. Pour l'élection des députés, elle dépend de la deuxième circonscription de la Haute-Saône.
La Demie fait partie depuis 1801 du canton de Noroy-le-Bourg. Dans le cadre du redécoupage cantonal de 2014 en France, la commune est rattachée au canton de Villersexel.

### Intercommunalité
La Demie était membre de la Communauté de communes du Chanois, créée le 29 décembre 2000.
Dans le cadre de la mise en œuvre du schéma départemental de coopération intercommunale approuvé en décembre 2011 par le préfet de Haute-Saône, et qui prévoit notamment la fusion la fusion des communautés de communes du Pays de Montbozon et du Chanois, afin de former une nouvelle structure regroupant 27 communes et environ 6 500 habitants, la commune est membre depuis le 1er janvier 2014 de la communauté de communes du Pays de Montbozon et du Chanois.

### Liste des maires

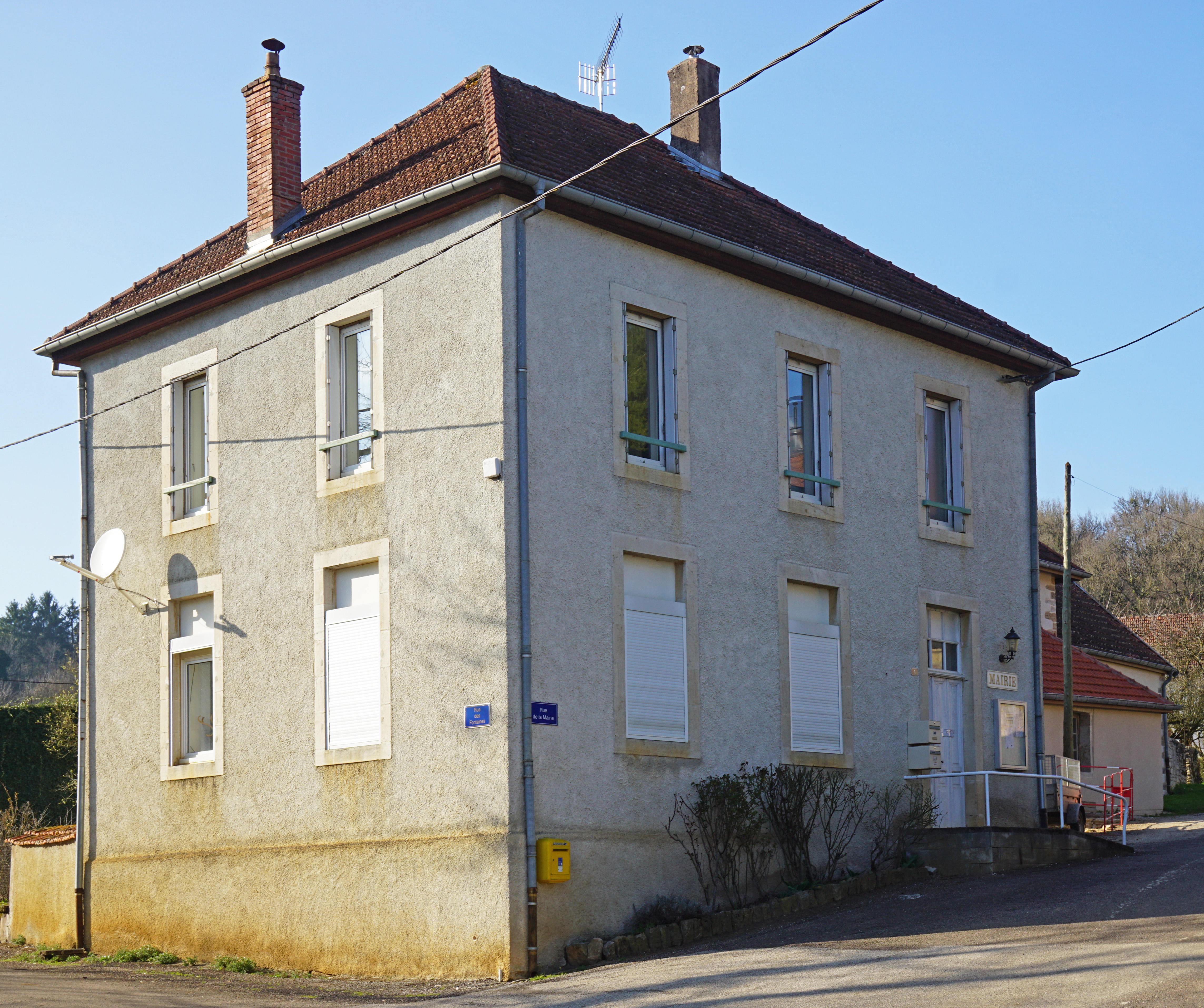
La mairie.

| Période    | Période      | Identité           | Étiquette | Qualité |
| ---------- | ------------ | ------------------ | --------- | --- |
| mars 2001  | février 2005 | Michel Dussaucy    |           | |
| avril 2005 | En cours     | Marie-Pierre Paggi | DVD       | Conseiller juridique Vice-présidente de l'ex-CC du Chanois (juillet 2013 → Décembre 2013) Vice-présidente de la CC du Pays de Montbozon et du Chanois (2014 → ) Réélue pour le mandat 2014-2020, |

## Population et société

### Démographie
En 2022, la commune de La Demie comptait 160 habitants. À partir du XXIe siècle, les recensements réels des communes de moins de 10 000 habitants ont lieu tous les cinq ans. Les autres « recensements » sont des estimations.
| 1793 | 1800 | 1806 | 1821 | 1831 | 1836 | 1841 | 1846 | 1851 |
| ---- | ---- | ---- | ---- | ---- | ---- | ---- | ---- | ---- |
| 290  | 266  | 275  | 234  | 229  | 255  | 235  | 282  | 268  |

| 1856 | 1861 | 1866 | 1872 | 1876 | 1881 | 1886 | 1891 | 1896 |
| ---- | ---- | ---- | ---- | ---- | ---- | ---- | ---- | ---- |
| 232  | 225  | 188  | 187  | 196  | 160  | 147  | 141  | 110  |

| 1901 | 1906 | 1911 | 1921 | 1926 | 1931 | 1936 | 1946 | 1954 |
| ---- | ---- | ---- | ---- | ---- | ---- | ---- | ---- | ---- |
| 97   | 108  | 105  | 109  | 107  | 100  | 87   | 78   | 77   |

| 1962 | 1968 | 1975 | 1982 | 1990 | 1999 | 2005 | 2006 | 2010 |
| ---- | ---- | ---- | ---- | ---- | ---- | ---- | ---- | ---- |
| 76   | 71   | 53   | 97   | 89   | 66   | 67   | 72   | 138  |

| 2015 | 2020 | 2022 | - | - | - | - | - | - |
| ---- | ---- | ---- | - | - | - | - | - | - |
| 146  | 153  | 160  | - | - | - | - | - | - |

### Sports
Des épreuves des championnats de France de cyclisme sur route 2016 de Vesoul se sont déroulées les 23, 25 et 26 juin 2016 sur le territoire de la commune de La Demie.

### Santé
L'hôpital le plus proche est le centre hospitalier de Vesoul.

## Lieux et monuments
- La croix de Saint-Antoine est un monument historique classé depuis le 4 décembre 1959.

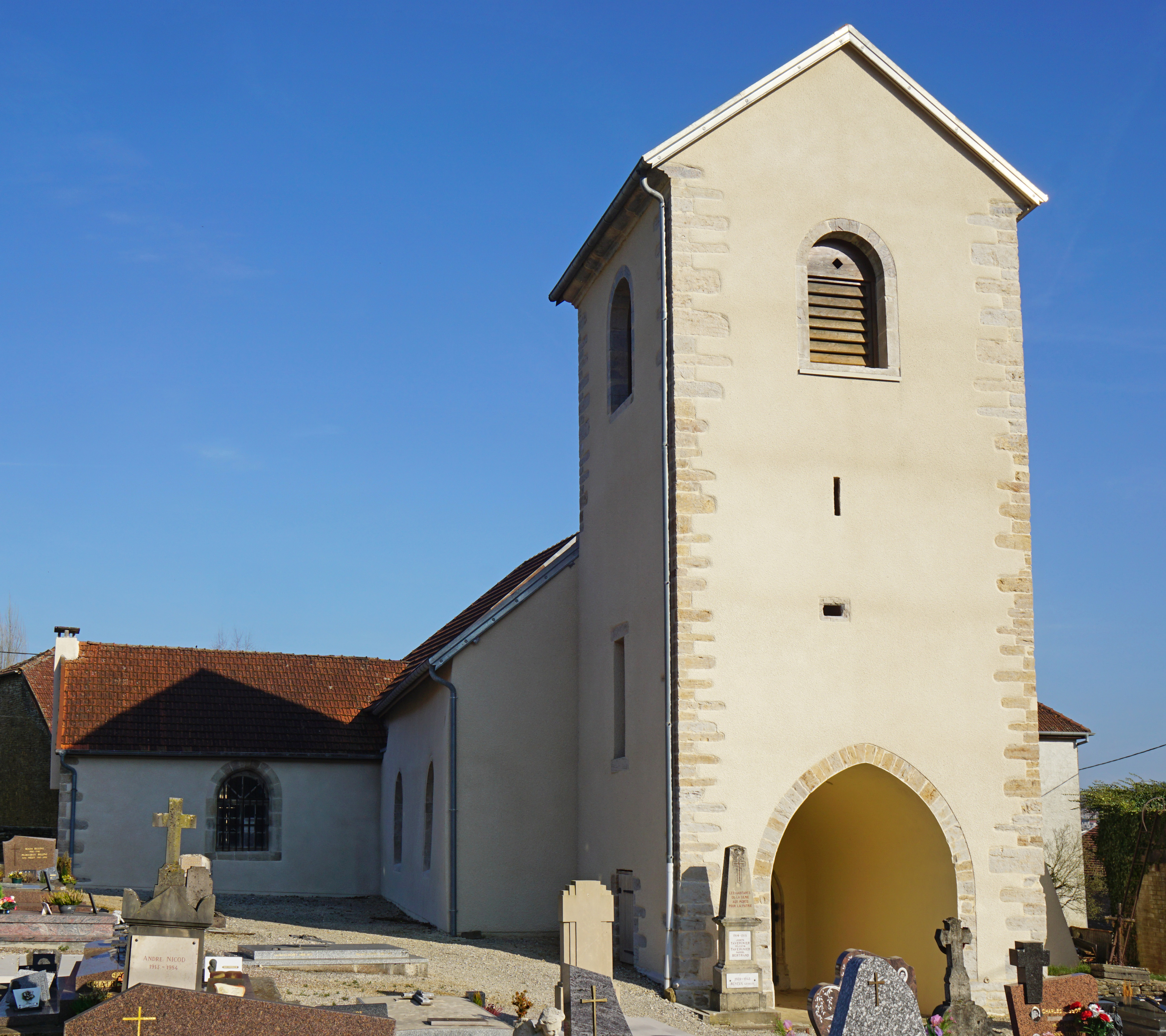
L'église.
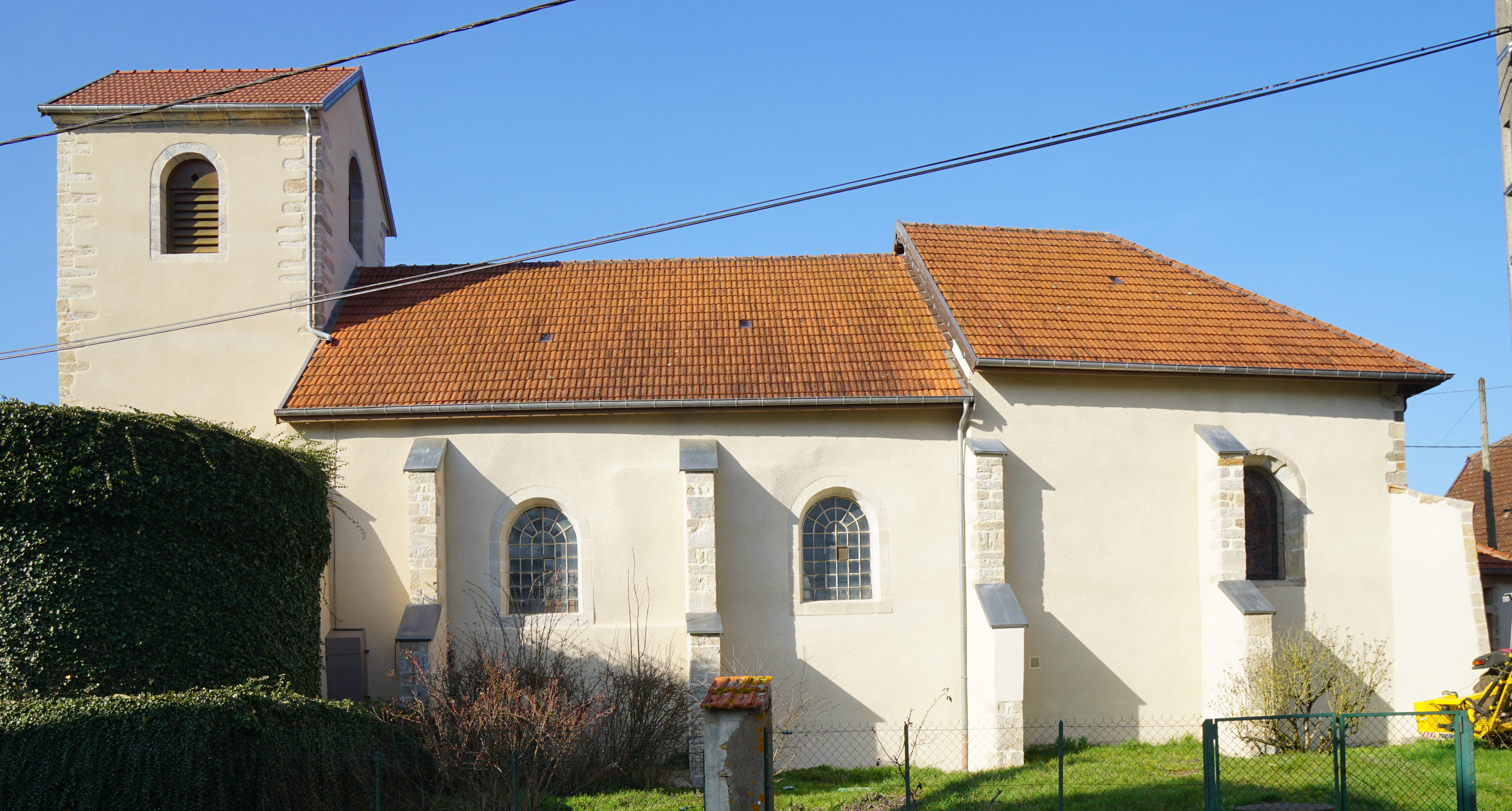
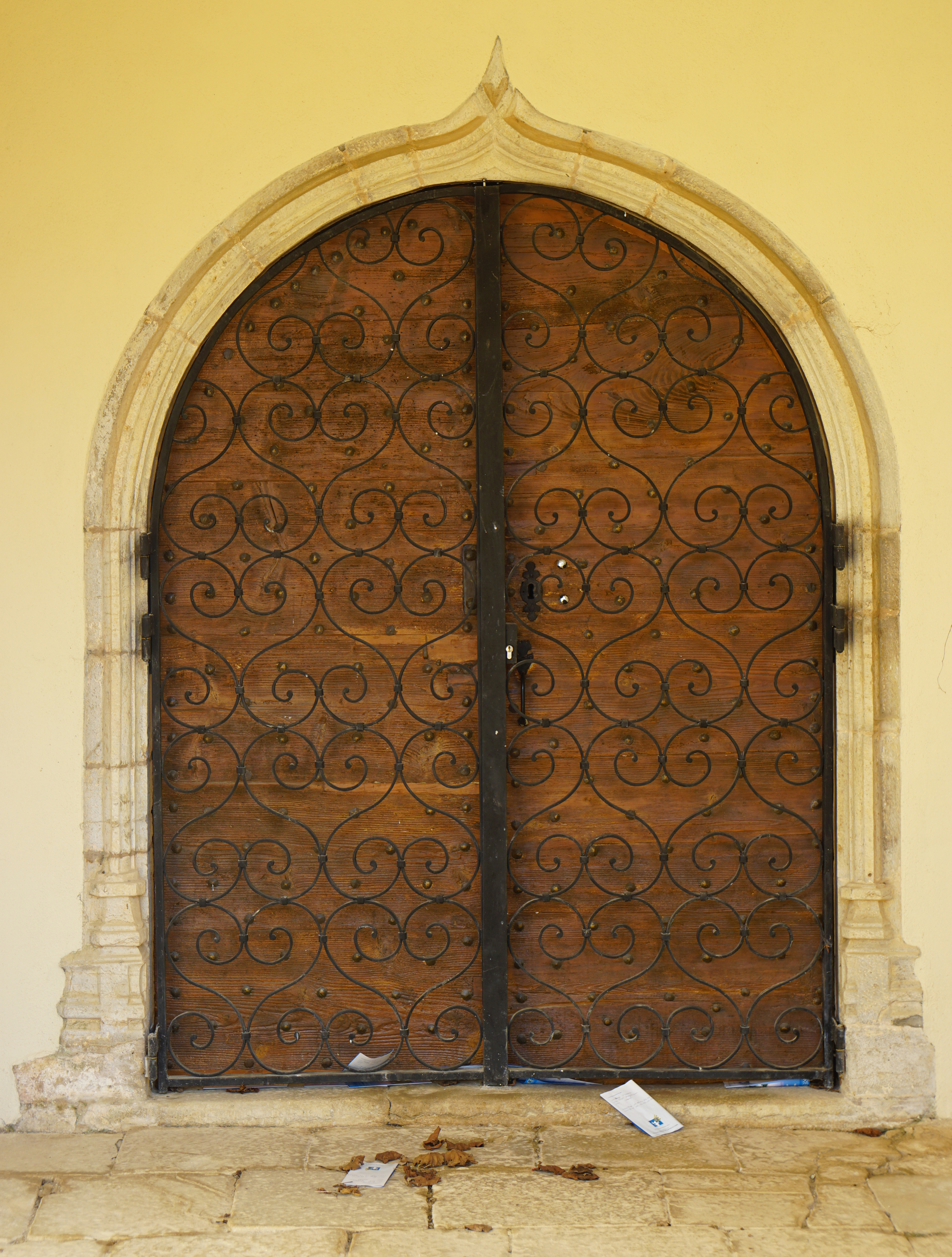
L'entrée.
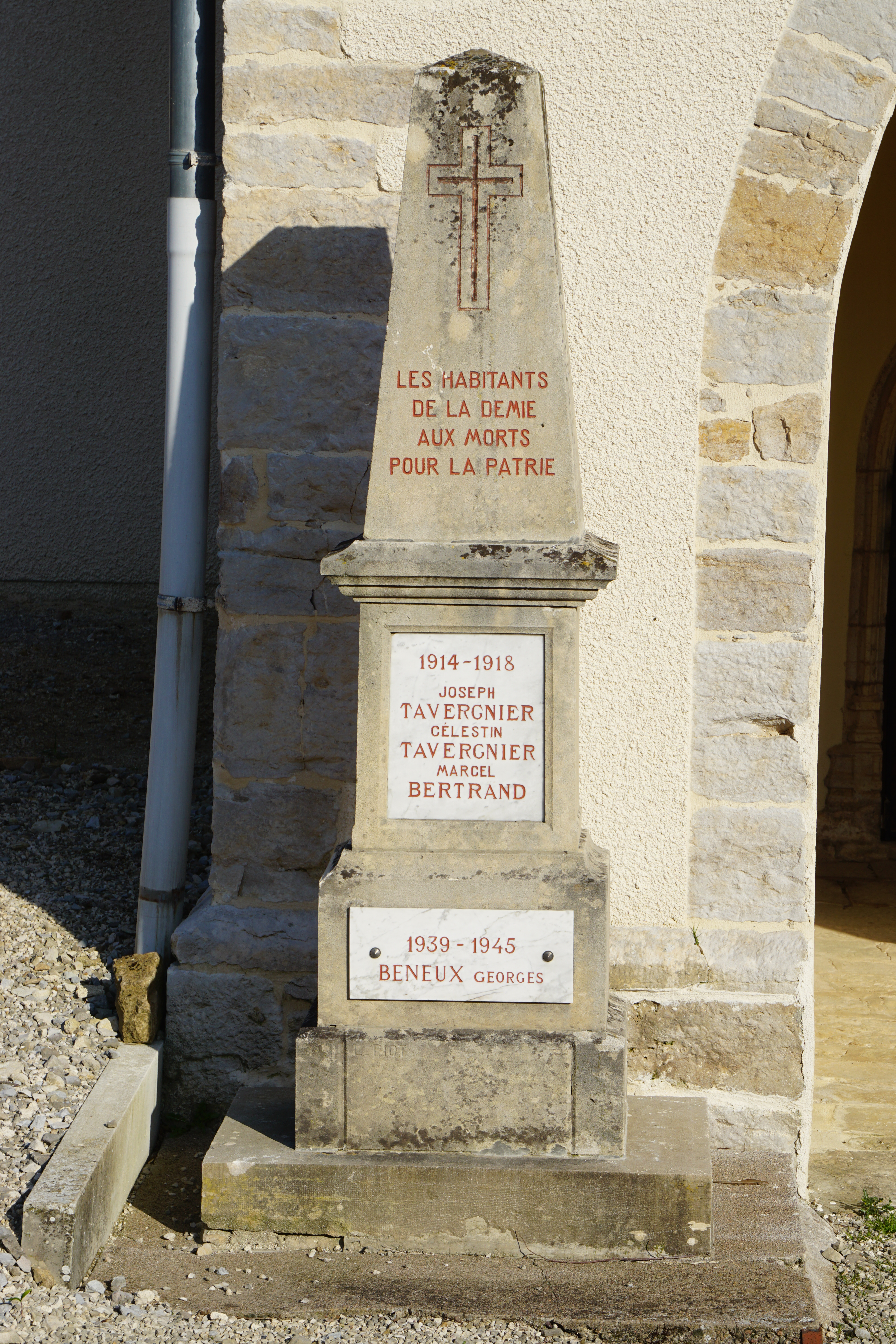
Monument aux morts.
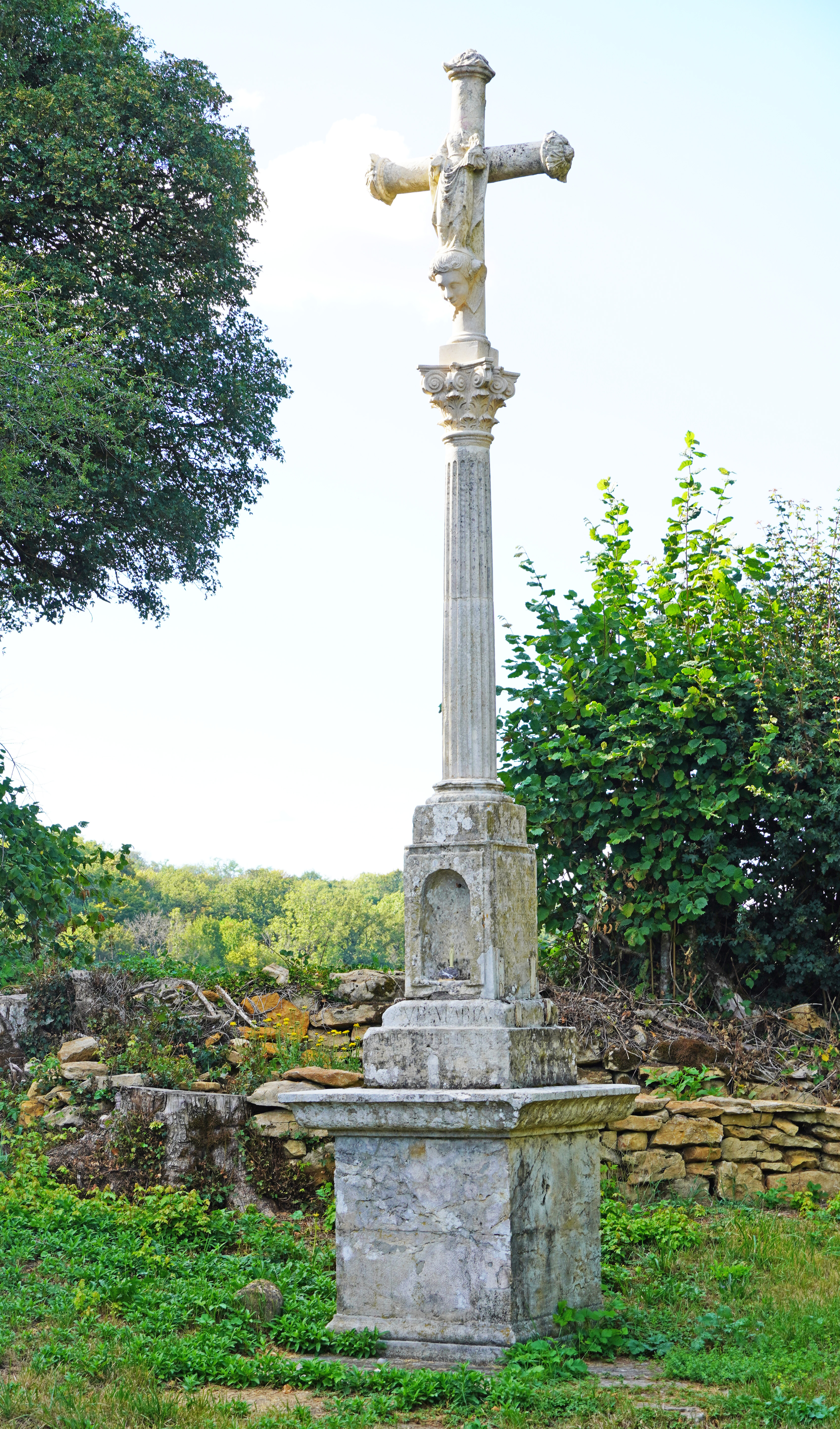
Croix Saint-Antoine.

- L'église.
- L'entrée.
- Monument aux morts.
- Croix Saint-Antoine.